# Lough Allen
Le Lough Allen (Loch Aillionn en irlandais) est un lac d'Irlande. Il est situé sur le cours du Shannon en république d'Irlande, près de la frontière avec l'Irlande du Nord.

## Géographie

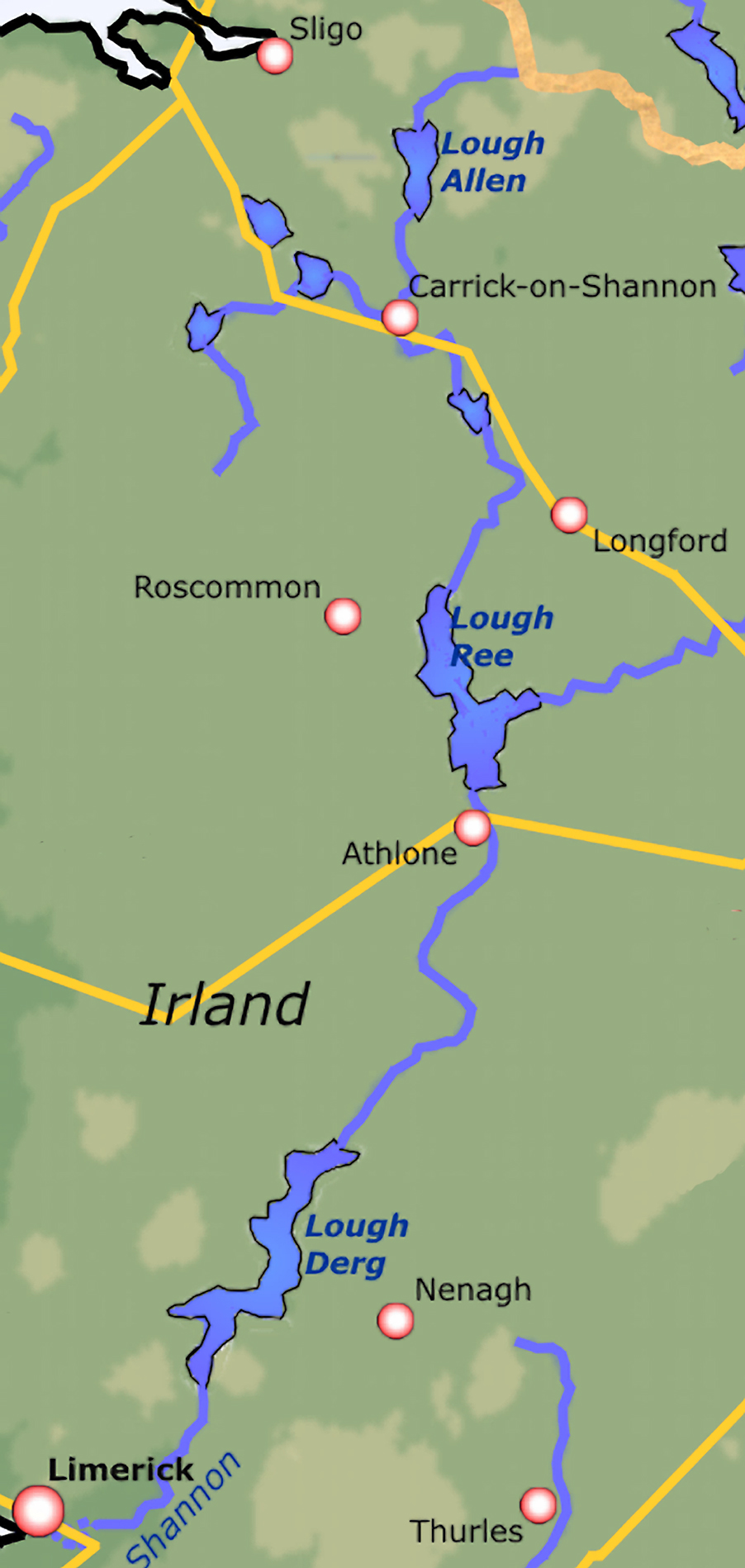
Les trois grands lacs sur le Shannon.

La plus grande partie du lac se trouve dans le comté de Leitrim, le reste étant dans le comté de Roscommon.
Le Lough Allen se trouve au sud de la source du fleuve, et c'est le premier des trois grands lacs que traverse le Shannon ; les deux autres sont le Lough Ree, puis le Lough Derg, plus au sud.
Le lac, de forme triangulaire allongée, a une orientation nord-sud ; la base est au nord, et le Shannon se déverse près de la pointe sud.
Le Lough Allen permet de nombreuses activités de loisirs : pêche, canotage, windsurf, ...
Selon des affirmations récentes, le bassin de l'Allen contiendrait des gisements de gaz et de pétrole.